# Laura Wright (cantante)
Laura Kathryn Wright (Suffolk, 17 giugno 1990) è un mezzosoprano e cantante britannica.

## Biografia
Ex membro delle All Angels, Laura Wright ha pubblicato il suo primo album da solista, intitolato The Last Rose, nel 2011. Ha esordito alla 24ª posizione della Official Albums Chart ed è stato seguito un anno dopo da Glorious, che si è fermato alla numero 52. La cantante si è esibita in numerose occasioni, quali al Gran Premio di Gran Bretagna con l'inno nazionale e per il Children in Need. È stata la prima mezzosoprano a cantare all'Olympic Stadium.

## Discografia

### Album
- 2011 – The Last Rose
- 2012 – Glorious
- 2014 – The Sound of Strenght